# Schinia
Uollega é um gênero de traça pertencente à família Arctiidae.